# Suzette (chatbot)
Suzette – anglojęzyczny chatbot, zdobywca Nagrody Loebnera 2010, program, któremu udało się przejść Test Turinga – jeden z sędziów myślał, że rozmawia z człowiekiem.
Suzette, stworzona przez amerykańskiego programistę Bruce’a Wilcoxa, jest żeńskim chatbotem opartym na platformie Blue Mars. W 2010 była jednym z czterech botów ubiegających się o nagrodę Loebnera, którą wygrała. Mimo że chatbot A.L.I.C.E. zdobył więcej punktów w klasyfikacji ogólnej, to właśnie Suzette zwyciężyła, ponieważ udało jej się zmylić jednego z sędziów – przewodniczący jury profesor Russ Abbott w trzeciej rundzie konkursu pomylił ją z człowiekiem.
Suzette wyposażona jest w ogólną wiedzę o świecie współczesnym – wie, kto jest prezydentem USA, co to jest IPod itp. Jej szczególną cechą jest jednak to, że potrafi się zdenerwować, obrazić na swego rozmówcę i zakończyć z tego powodu rozmowę.